# Gouvernement Aguirre I
 Communauté de Madrid
Ruiz-Gallardón III Aguirre II
Le gouvernement Aguirre I est le gouvernement de la communauté de Madrid entre le 22 novembre 2003 et le 21 juin 2007, durant la VIIe législature de l'Assemblée de Madrid. Il est présidé par Esperanza Aguirre.

## Composition

### Initiale
| Fonction                                                       | Titulaire | Titulaire              | Parti |
| -------------------------------------------------------------- | --------- | ---------------------- | ----- |
| Présidente                                                     |           | Esperanza Aguirre      | PPM   |
| Premier vice-président, porte-parole                           |           | Ignacio González       | PPM   |
| Second vice-président Conseiller à la Justice et à l'Intérieur |           | Alfredo Prada Presa    | PPM   |
| Conseiller à la Culture et aux Sports                          |           | Santiago Fisas         | PPM   |
| Conseiller à l'Économie et à l'Innovation technologique        |           | Fernando Merry del Val | PPM   |
| Conseiller à l'Éducation                                       |           | Luis Peral             | PPM   |
| Conseiller à l'Emploi et aux Femmes                            |           | Juan José Güemes (en)  | PPM   |
| Conseillère à la Famille et aux Affaires sociales              |           | Beatriz Elorriaga      | PPM   |
| Conseillère aux Finances                                       |           | Engracia Hidalgo       | PPM   |
| Conseillère à l'Environnement et à l'Aménagement du territoire |           | Mariano Zabía          | PPM   |
| Conseiller à la Santé et à la Consommation                     |           | Manuel Lamela          | PPM   |
| Conseiller aux Transports et aux Infrastructures               |           | Francisco Granados     | PPM   |

### Remaniement du20 décembre 2004
- Les nouveaux conseillers sont indiqués en gras, ceux ayant changé d'attributions en italique.

| Fonction                                                       | Titulaire | Titulaire                 | Parti |
| -------------------------------------------------------------- | --------- | ------------------------- | ----- |
| Présidente                                                     |           | Esperanza Aguirre         | PPM   |
| Premier vice-président, porte-parole                           |           | Ignacio González          | PPM   |
| Second vice-président Conseiller à la Justice et à l'Intérieur |           | Alfredo Prada Presa       | PPM   |
| Conseiller à la Culture et aux Sports                          |           | Santiago Fisas            | PPM   |
| Conseiller à l'Économie et à l'Innovation technologique        |           | Fernando Merry del Val    | PPM   |
| Conseiller à l'Éducation                                       |           | Luis Peral                | PPM   |
| Conseiller à l'Emploi et aux Femmes                            |           | Juan José Güemes (en)     | PPM   |
| Conseillère à la Famille et aux Affaires sociales              |           | Beatriz Elorriaga         | PPM   |
| Conseillère aux Finances                                       |           | Engracia Hidalgo          | PPM   |
| Conseillère à l'Environnement et à l'Aménagement du territoire |           | Mariano Zabía             | PPM   |
| Conseiller à la Présidence                                     |           | Francisco Granados        | PPM   |
| Conseiller à la Santé et à la Consommation                     |           | Manuel Lamela             | PPM   |
| Conseillère aux Transports et aux Infrastructures              |           | María Dolores de Cospedal | PPM   |

### Remaniement du13 juin 2006
- Les nouveaux conseillers sont indiqués en gras, ceux ayant changé d'attributions en italique.

| Fonction                                                       | Titulaire | Titulaire              | Parti |
| -------------------------------------------------------------- | --------- | ---------------------- | ----- |
| Présidente                                                     |           | Esperanza Aguirre      | PPM   |
| Premier vice-président, porte-parole                           |           | Ignacio González       | PPM   |
| Second vice-président Conseiller à la Justice et à l'Intérieur |           | Alfredo Prada Presa    | PPM   |
| Conseiller à la Culture et aux Sports                          |           | Santiago Fisas         | PPM   |
| Conseiller à l'Économie et à l'Innovation technologique        |           | Fernando Merry del Val | PPM   |
| Conseiller à l'Éducation                                       |           | Luis Peral             | PPM   |
| Conseiller à l'Emploi et aux Femmes                            |           | Juan José Güemes (en)  | PPM   |
| Conseillère à la Famille et aux Affaires sociales              |           | Beatriz Elorriaga      | PPM   |
| Conseillère aux Finances                                       |           | Engracia Hidalgo       | PPM   |
| Conseillère à l'Environnement et à l'Aménagement du territoire |           | Mariano Zabía          | PPM   |
| Conseiller à la Présidence                                     |           | Francisco Granados     | PPM   |
| Conseiller à la Santé et à la Consommation                     |           | Manuel Lamela          | PPM   |
| Conseillère aux Transports et aux Infrastructures              |           | Elvira Rodríguez       | PPM   |